# Kitl Miklós
Kitl Miklós (Zenta, 1997. június 1. –) magyar labdarúgó.

## Pályafutása
2014 nyarán profi szerződést kapott a Kecskeméti TE csapatánál, három évre írt alá.
2014. július 27-én Ferencváros ellen játszotta első NB1-es mérkőzését, ezzel ő lett a KTE legfiatalabban pályára lépő játékosa (17 év, 1 hónap, 26 nap), átadva a múltnak Tölgyesi Viktor (17 év, 4 hónap, 12 nap) rekordját.
Ugyanezen a találkozón a kaput is bevette, megdöntve ezzel Bertus Lajos (18 év, 11 hónap, 24 nap) rekordját.
2015 júniusában egy hetet a cseh Sparta Praha csapatánál töltött volna, de az egy napos próbajátékot követően nem kapott szerződést, miután a Spartah trénere szerint fizikailag nem tudta felvenni a versenyt játékostársaival. Júliusban a Diósgyőri VTK-hoz igazolt.
2018. január 21-én a másodosztályú Dorogi FC szerződtette. Két és fél évig játszott a csapatban, ezalatt 45 bajnokin négy gólt szerzett, a koronavírus-járvány miatt félbeszakított 2019-2020-as szezon során 16 találkozón egyszer volt eredményes. 2020 nyarán távozott Dorogról, majd a szintén másodosztályú Békéscsaba 1912 Előre csapatához igazolt.